# قطعنامه ۲۳ شورای امنیت
قطعنامه ۲۳ شورای امنیت سازمان ملل متحد که در تاریخ ۱۴ آوریل ۱۹۴۷ تصویب شد، سندی بین‌المللی دربارهٔ مسئلهٔ اشغال یونان توسط بریتانیا است. این قطعنامه طی نشست ۱۳۱ام با ۹ موافق، ۰ مخالف و ۲ ممتنع تصویب شد.